# Frank Boss

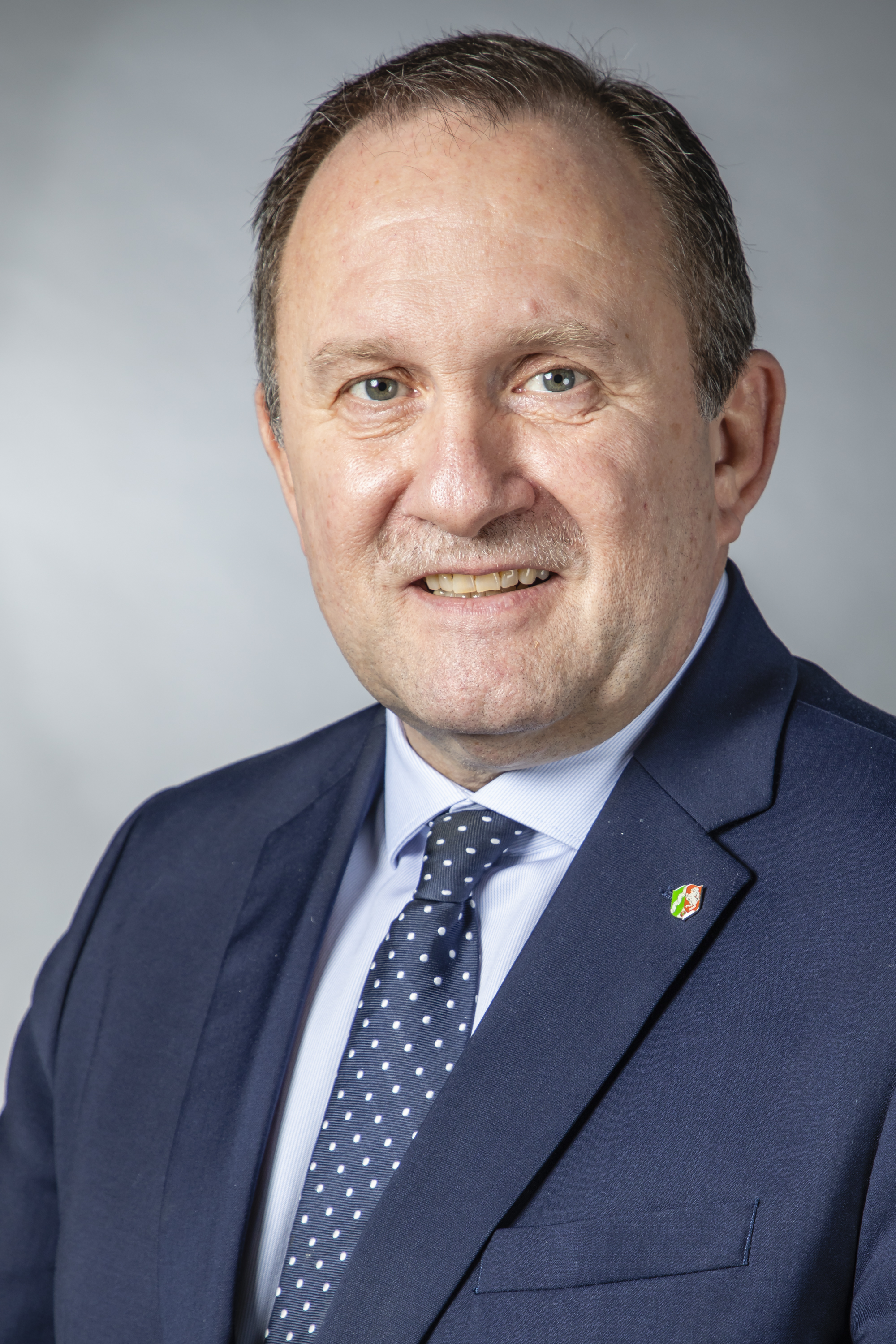
Frank Boss (2019)

Frank Boss (* 13. März 1961 in Rheydt) ist ein deutscher Politiker (CDU). Er war von 2017 bis 2022 Abgeordneter im Landtag von Nordrhein-Westfalen.

## Leben
Boss wuchs in Giesenkirchen auf und absolvierte nach dem Schulabschluss eine Ausbildung als Kfz-Mechaniker und in der EDV-Administration. Anschließend war er lange Zeit als Angestellter bei den Stadtwerken Mönchengladbach tätig. Aktuell (Stand 2020) ist er Geschäftsführer der CDU-Fraktion der Landschaftsversammlung Rheinland.
Frank Boss ist verheiratet und hat eine Tochter.

## Politik
Boss trat im Oktober 1982 in die CDU ein und war dort bis 2022 stellvertretender Vorsitzender des Kreisverbandes Mönchengladbach. Von 1994 bis 2020 war er Ratsherr der Stadt Mönchengladbach und Mitglied der Landschaftsversammlung Rheinland.
Bei der Landtagswahl 2017 wurde Boss als Abgeordneter in den Landtag von Nordrhein-Westfalen gewählt. Er gewann das Direktmandat im Wahlkreis 49 (Mönchengladbach I) mit 37,8 % der Erststimmen. Im Landtag war er Mitglied des Ausschusses für Heimat, Kommunales, Bauen und Wohnen, des Innenausschusses sowie des Wahlprüfungsausschusses. Bei den Kommunalwahlen 2020 unterlag er bei der Wahl zum Oberbürgermeister von Mönchengladbach dem SPD-Kandidaten Felix Heinrichs. Nach der Landtagswahl 2022 schied er aus dem Landtag aus.